# Nomada vernonensis
Nomada vernonensis är en biart som beskrevs av Cockerell 1916. Nomada vernonensis ingår i släktet gökbin, och familjen långtungebin. Inga underarter finns listade i Catalogue of Life.